# Чемпіонат Південної Америки з футболу 1957
Чемпіонат Південної Америки з футболу 1957 року — двадцять п'ятий розіграш головного футбольного турніру серед національних збірних Південної Америки.
Турнір відбувався у Лімі, столиці Перу, з 7 березня по 6 квітня 1957 року. Переможцем водинадцяте стала збірна Аргентини.

## Формат
Відбірковий турнір не проводився. Від участі у турнірі відмовилась Болівія та Парагвай. В підсумку у турнірі взяло участь сім учасників: Аргентина, Перу, Еквадор, Бразилія, Колумбія, Чилі і Уругвай, які мали провести один з одним матч за круговою системою. Переможець групи ставав чемпіоном. Два очки присуджувались за перемогу, один за нічиєю і нуль за поразку. У разі рівності очок у двох лідируючих команд призначався додатковий матч.

## Стадіон
| Ліма                 |
| -------------------- |
| Національний стадіон |
| Місткість: 50,000    |
|                      |

## Підсумкова таблиця
| Збірна    | І | В | Н | П | ГЗ | ГП | Р   | О  |
| --------- | - | - | - | - | -- | -- | --- | -- |
| Аргентина | 6 | 5 | 0 | 1 | 25 | 6  | +19 | 10 |
| Бразилія  | 6 | 4 | 0 | 2 | 23 | 9  | +14 | 8  |
| Уругвай   | 6 | 4 | 0 | 2 | 15 | 12 | +3  | 8  |
| Перу      | 6 | 4 | 0 | 2 | 12 | 9  | +3  | 8  |
| Колумбія  | 6 | 2 | 0 | 4 | 10 | 25 | −15 | 4  |
| Чилі      | 6 | 1 | 1 | 4 | 9  | 17 | −8  | 3  |
| Еквадор   | 6 | 0 | 1 | 5 | 7  | 23 | −16 | 1  |

| 7 березня  | Уругвай   | 5 | 2 | Еквадор   |
| 10 березня | Перу      | 2 | 1 | Еквадор   |
| 13 березня | Аргентина | 8 | 2 | Колумбія  |
| 13 березня | Бразилія  | 4 | 2 | Чилі      |
| 16 березня | Перу      | 1 | 0 | Чилі      |
| 17 березня | Колумбія  | 1 | 0 | Уругвай   |
| 17 березня | Аргентина | 3 | 0 | Еквадор   |
| 20 березня | Аргентина | 4 | 0 | Уругвай   |
| 21 березня | Бразилія  | 7 | 1 | Еквадор   |
| 21 березня | Чилі      | 3 | 2 | Колумбія  |
| 23 березня | Уругвай   | 5 | 3 | Перу      |
| 24 березня | Чилі      | 2 | 2 | Еквадор   |
| 24 березня | Бразилія  | 9 | 0 | Колумбія  |
| 27 березня | Перу      | 4 | 1 | Колумбія  |
| 28 березня | Аргентина | 6 | 2 | Чилі      |
| 28 березня | Уругвай   | 3 | 2 | Бразилія  |
| 31 березня | Бразилія  | 1 | 0 | Перу      |
| 1 квітня   | Колумбія  | 4 | 1 | Еквадор   |
| 1 квітня   | Уругвай   | 2 | 0 | Чилі      |
| 3 квітня   | Аргентина | 3 | 0 | Бразилія  |
| 6 квітня   | Перу      | 2 | 1 | Аргентина |

## Чемпіон
| Чемпіон Південної Америки 1957 |
| ------------------------------ |
| Аргентина 11-й титул           |

## Найкращі бомбардири
9 голів
| - Умберто Маскіо | - Хав'єр Амбройс |  |

8 голів
| - Антоніо Анджелілло | - Діді | - Еварісто |

5 голів
- Альберто Террі

4 голи
- Хорхе Ларрас